# Simó V de Montfort

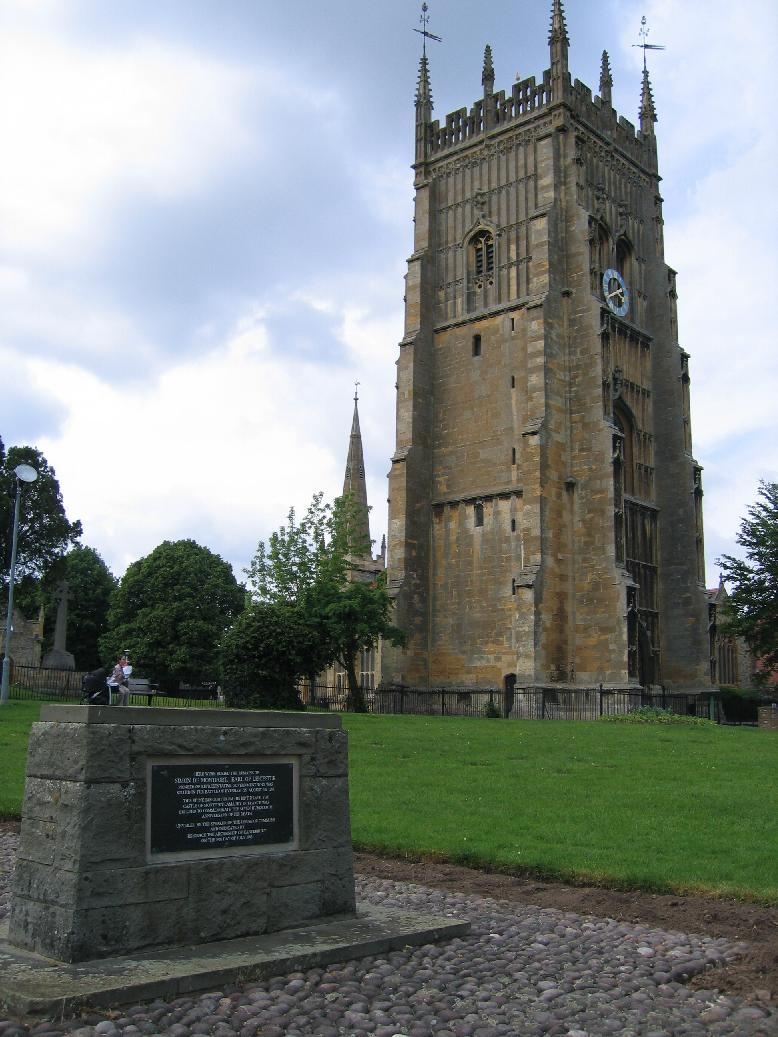
Tomba de Simó V de Montfort a l'abadia d'Evesham

Simó V de Montfort, comte de Leicester (cap a 1209 - Evesham 1265). Fill de Simó IV de Montfort el fort, es casà amb Elionor d'Anglaterra, germana d'Enric III d'Anglaterra i dirigí la revolta dels nobles contra ell, però fou derrotat.
Tercer fill del comte Simó IV de Montfort, abandonà França a causa d'una contesa amb la mare de Lluís IX, Blanca de Castella, la qual s'oposava al casament amb Joana comtessa de Flandes. Llavors s'establí a Anglaterra, ja que el seu propi interès li aconsellava cercar fortuna en aquest país, doncs pertanyien a la seva família els títols hereditaris de comte de Leicester i senescal d'Anglaterra, dels quals havia estat desposseïda aquella, com represàlies de la conquesta de Normandia per Felip August.
Entrà, doncs, al servei del rei d'Anglaterra, Enric III d'Anglaterra, el 1229, i assolí d'aquest que el reconegués el títol de comte de Leicester, que havia renunciat al seu favor el seu germà gran Amauri, a canvi de la cessió que aquest feu Simó de tots els béns que posseïa a França.
El 1238 casà secretament amb Elionor Plantagenet, germana d'Enric III. Aquesta era vídua de Guillem de Pembroke, i com en enviudar havia fet vot de castedat, el matrimoni de Leonor disgustà molt al Papa, però Simó va obtenir del Pontífex romà la remissió d'aquell vot, en agraïment a la part activa que prengué Simó en la croada a Terra Santa de 1240 a 1242, capitanejada per Ricard de Cornualla, germà del rei.
El 1248, Enric III l'envia de governador a la Gascunya per a restaurar en aquell país l'autoritat reial, donant-li grans poders. Simó assolí un èxit complet contra els revoltosos; desterrà als principals caps o els feu presoners, assolint així la completa pacificació del país el 1251. Això li’n creà molts enemics, els quals es queixaren al monarca anglès, i al final aconseguiren que Simó fos destituït del seu govern. Continuà, això no obstant, al servei d'Enric III, que li confia algunes missions, però gradualment Simó va perdre el suport del seu cunyat, i decidí, finalment, passar-se al partit de l'oposició al rei.
Aprofitant el disgust que regnava a Anglaterra per mor de l'absolutisme d'Enric III, en detriment del Parlament, i de les enormes despeses que ocasionava la conquesta de Sicília, corona la qual Enric III havia acceptat pel seu fill Edmond, excità Simó als barons anglesos a la revolució, i es va posar al cap d'ells el 1258, i obligà el monarca a convocar un nou Parlament extraordinari a Oxford, assemblea en la qual es promulgaren les cèlebres concessions conegudes Estatuts o Provisions d'Oxford.
Tot això donà molta preponderància a Simó de Montfort, essent llavors absolut el poder que exercia aquest a Anglaterra. Cansat el rei de sofrir aquest jou i aprofitant la defecció d'alguns barons a la causa de Montfort, li presentà batalla a Lewes (14 de maig de 1264), en la qual el monarca restà derrotat i fou fet presoner junt amb el seu fill el príncep Eduard.
El comte de Leicester obligà llavors el rei vençut a subscriure un tractat ignominiós. L'any següent (1265) Simó convocà una dieta a la qual foren cridats, a més de la noblesa i clergat, els representants del comerç i del poble. Així va començar la Constitució parlamentària d'Anglaterra. Sorgiren algunes complicacions exteriors i si bé el comte de Leicester hi pogué fer front, el seu partit es va dissoldre, com que el comte de Gloucester afavoria l'evasió d'Eduard, príncep de Gal·les, presoner encara des de la batalla de Lewes.Aquest príncep s'apoderà de la ciutat de Gloucester, derrotà Kenihvorth al fill de Montfort, i llavors Simó marxà al seu encontre, però llurs tropes eren poques i indisciplinades; en aquestes condicions es lliurà la batalla d'Evesham, en la qual fou derrotat per complet, i hi va morir.